# Pune
Pune ou Poona (em marata:  पुणे) é uma cidade do estado de Maarastra, na Índia. É um dos centros industriais e educacionais mais importantes da Índia, com uma população estimada em 6.200.000 habitantes. A partir de 2021, a Região Metropolitana de Pune tornou-se a maior em Maarastra, com uma área geográfica de 7.256 quilômetros quadrados. Foi classificada várias vezes como "a cidade com melhor qualidade de vida na Índia".
Pune também é considerada a Capital Cultural de Maarastra e a Capital Educacional da Índia. A vida noturna da cidade está entre as mais bonitas e melhores, juntamente com Bangalore, composta por luxuosos restaurantes locais e globais, clubes e pubs da Índia. A cidade é cercada por montanhas, a vegetação nos faz sentir como uma estação de montanha, dando belos pores do sol e encontramos vários resorts atraentes, estações de colinas, fortes em torno do diâmetro circular de 100 km. Junto com a área municipal da Corporação Municipal de Pimpri-Chinchwad, da Corporação Municipal de Pune e as três cidades de conurbadas de Camp, Khadki e Dehu Road, Pune forma o núcleo urbano central da Região Metropolitana de Pune (PMR).
A cidade fica na margem direita do rio Mutha, no planalto do Decão. Pune está a 560 metros (1.837 pés) acima do nível do mar. É a sede administrativa do distrito de Pune; no século 18, a cidade era a sede dos Peshwas, os primeiros-ministros do Império Marata, e um dos centros políticos mais importantes do subcontinente indiano. A cidade também foi anteriormente governada pelo Sultanato de Ahmadnagar, pelos Mongóis e pela dinastia Adil Shahi. Os marcos históricos incluem o Lal Mahal, o templo Kasba Ganapati e Shaniwar Wada. Os principais eventos históricos envolvendo a cidade incluem as Guerras Mogol-Maratas e as Guerras Anglo-Maratas.
Pune é o maior centro de TI da Índia. É também o centro automotivo e industrial mais importante da Índia. Pune tem várias instituições educacionais de classe mundial e, portanto, é amplamente considerada como "Oxford do Oriente". A cidade emergiu como um importante centro educacional global nas últimas décadas, com quase metade do número total de estudantes internacionais do país estudando em Pune. Distintos institutos de engenharia, tecnologia da informação, escola de cinema, bem como ciência da administração e treinamento avançado, atraem estudantes e profissionais da Índia e do exterior.

## Toponímia
O nome "Pune" (ou "Poona") deriva de Punya Nagary, que, traduzido do sânscrito, significa "Cidade da virtude". A mais antiga referência a este nome é de uma placa de cobre Rashtrakuta datado de 937. Na época, a cidade era conhecida como "Punya-Vishaya" ou "Punak Vishaya". Por volta do século XIII, ela passou a ser conhecida como "Kasbe Pune" ou "Punavadi". Embora o nome da cidade seja por vezes transcrito como Poona em inglês, uma prática muito comum durante o Raj britânico, a ortografia "Pune" tem agora tornado-se padrão. Pune também é referida como a "capital indiana dos estudantes", por conta de uma população juvenil enorme estar aqui, principalmente de estudantes em diversas universidades e institutos.

## História

### Idade antiga e medieval
Placas de cobre datadas de 758 e 768 mostram que, por volta do século VIII, um assentamento agrícola conhecido como Punaka existiu onde hoje é Pune. As placas indicam que esta região era governada pelos Rashtrakutas. O complexo Pataleshwar também foi construído durante essa época.
Pune era uma parte do império do Yadava Deogiri a partir do século IX para 1327. Posteriormente, foi governado pelos sultões Nizamshahi, até que foi anexada pelo Império Mogol no século XVII. Em 1595, Maloji Bhosale foi nomeado Jahagirdar de Pune e Supe pelo mogóis.

## Geografia
Pune fica a 560 metros acima do nível do mar, na margem ocidental do planalto do Decão. Ele está situado no lado de sotavento da serra Sahyadri (os Gates Ocidentais), que a separam do mar da Arábia. É uma cidade relativamente montanhosa, com sua mais alta colina, Vetal Hill, 800 metros acima do nível do mar. Fora da cidade, o forte Sinhagad está localizado a uma altura de 1 300 metros.
Pune Central está localizada na confluência dos rios Mula e Mutha. Os rios Pavana e Indrayani, afluentes do rio Bhima, percorrem a periferia noroeste de Pune metropolitana. Pune fica muito perto da zona sísmica ativa em torno Koyna Dam, cerca de 100 km ao sul da cidade e foi classificado na zona 4 (numa escala de 2 a 5, sendo o 5 mais propenso a terremotos) pelo Departamento de Organização Meteorológica da Índia. Pune tem registrado alguns terremotos de intensidade moderada e muitos terremotos de baixa intensidade em sua história. Apesar de terem ocorrido grandes terremotos em Pune, um sismo de magnitude 3,2 ocorreu na região de Katraj, perto de Pune, em 17 de maio de 2004.